# Motýlovec

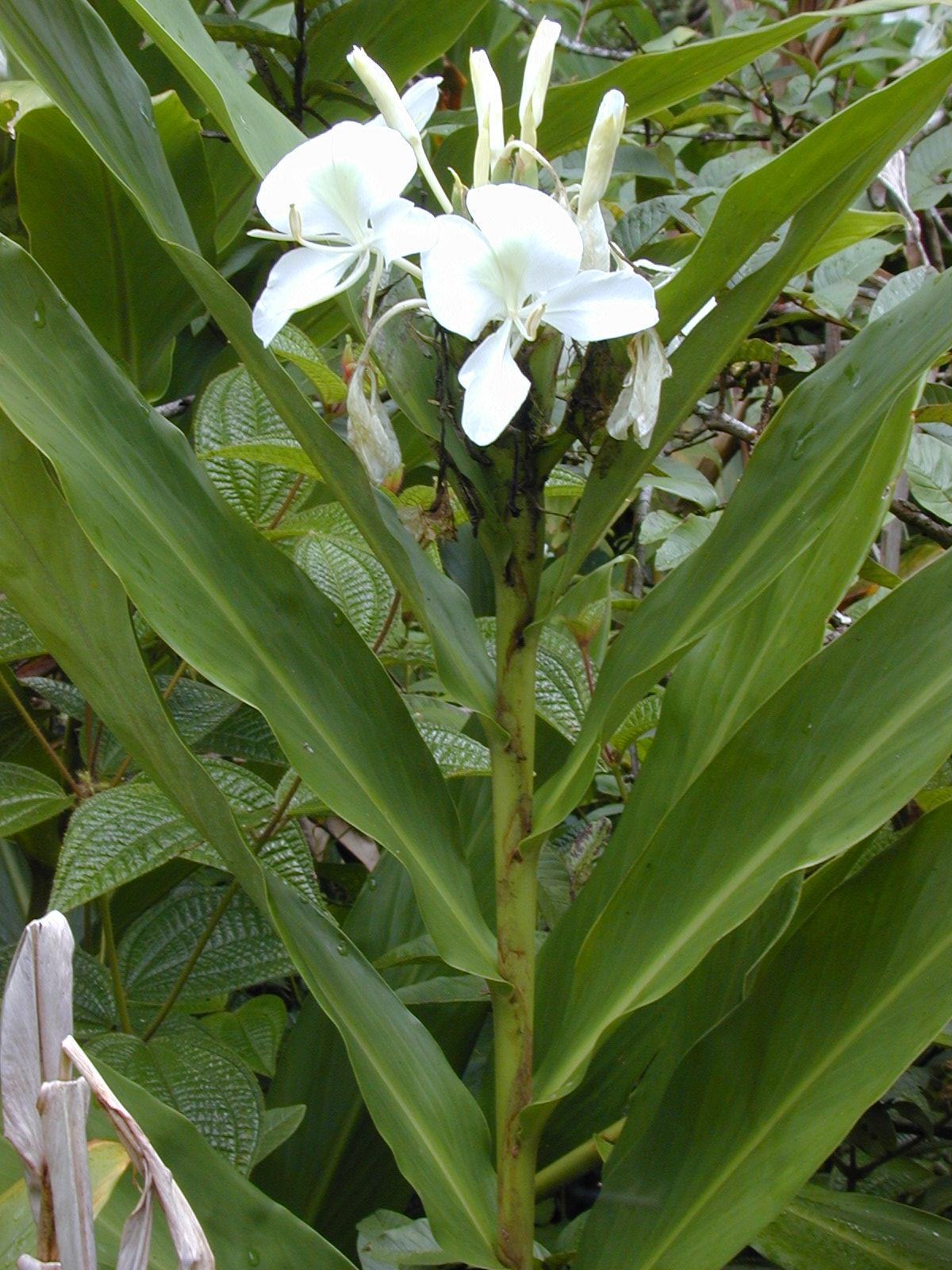
Motýlovec věncový (Hedychium coronarium)

Motýlovec (Hedychium) je rod rostlin z čeledi zázvorníkovité. Jsou to byliny s podzemními oddenky a nepravým stonkem tvořeným bázemi listů. Mají často rozměrná a nápadná květenství. Plodem je tobolka (plod), semena mají míšek.
Rod zahrnuje asi 100 druhů a je rozšířen v tropické Asii a na Madagaskaru.
Motýlovce jsou v tropech, subtropech a sklenících botanických zahrad pěstovány jako atraktivní okrasné rostliny. Mezi známé a často pěstované druhy náleží zejména motýlovec věncový, z jehož květů se na Havaji vyrábějí girlandy, motýlovec šarlatový a motýlovec Gardnerův.
Ve vlhkých oblastech tropů se některé druhy staly obtížnými invazními rostlinami. Využití nacházejí motýlovce i v domorodé medicíně.

## Popis
Motýlovce jsou pozemní nebo řidčeji epifytické byliny s hlízovitými oddenky a nepravým kmenem tvořeným bázemi listů. Listy jsou obvykle podlouhlé nebo kopinaté, se zřetelnou ligulou.
Květy jsou často silně vonné, uspořádané v bohatých, vrcholových klasech a podepřené listeny. Květenství jsou často rozměrná a nápadná.
Kalich je trubicovitý, obvykle na jedné straně rozštěpený, na vrcholu uťatý nebo trojzubý. Koruna má dlouhou trubku a čárkovité laloky. Pysk je podobně jako u jiných zázvorníkovitých utvářen ze 2 přeměněných sterilních tyčinek (staminodií). Je velký, okrouhlý, na vrcholu zpravidla dvouklaný, na bázi krátce nebo dlouze nehetnatý. Postranní staminodia jsou petaloidní a větší než korunní laloky.
Tyčinka má u většiny druhů dlouhou nitku. Semeník obsahuje 3 komůrky. Plodem je kulovitá tobolka pukající 3 chlopněmi a obsahující větší počet semen obklopených míškem.

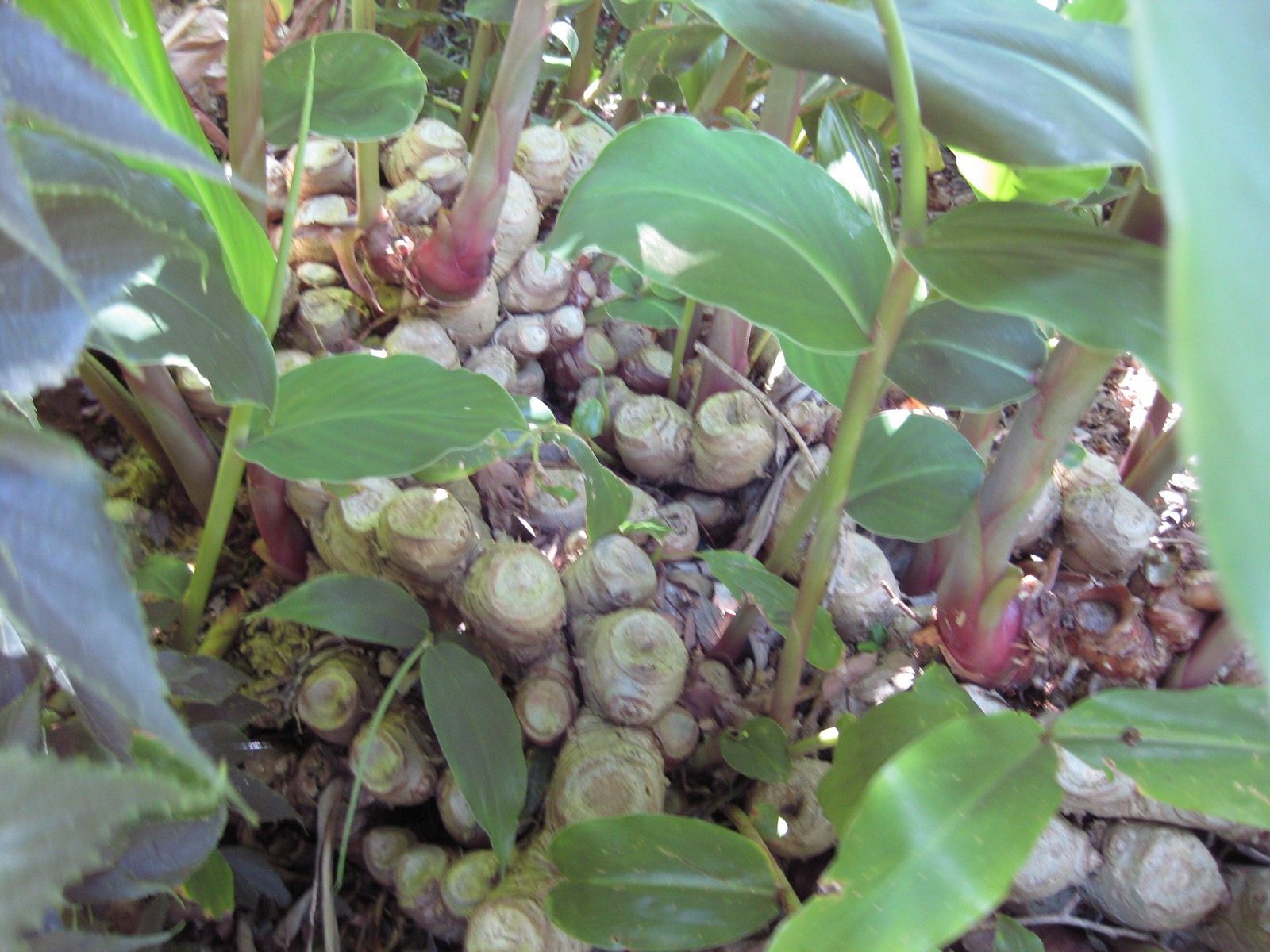
Oddenky motýlovce Gardnerova
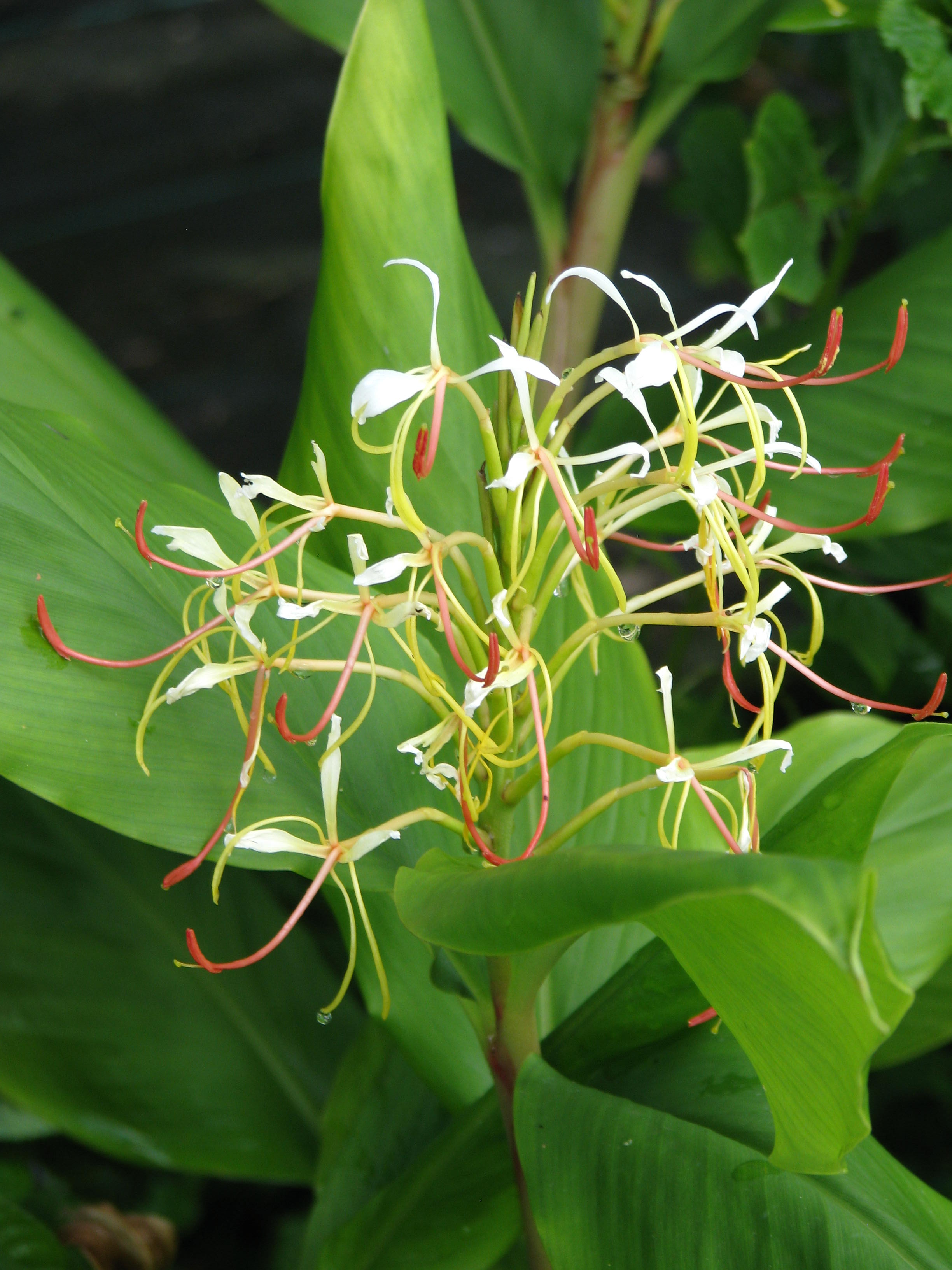
Rozvolněné květenství H. yunnanense
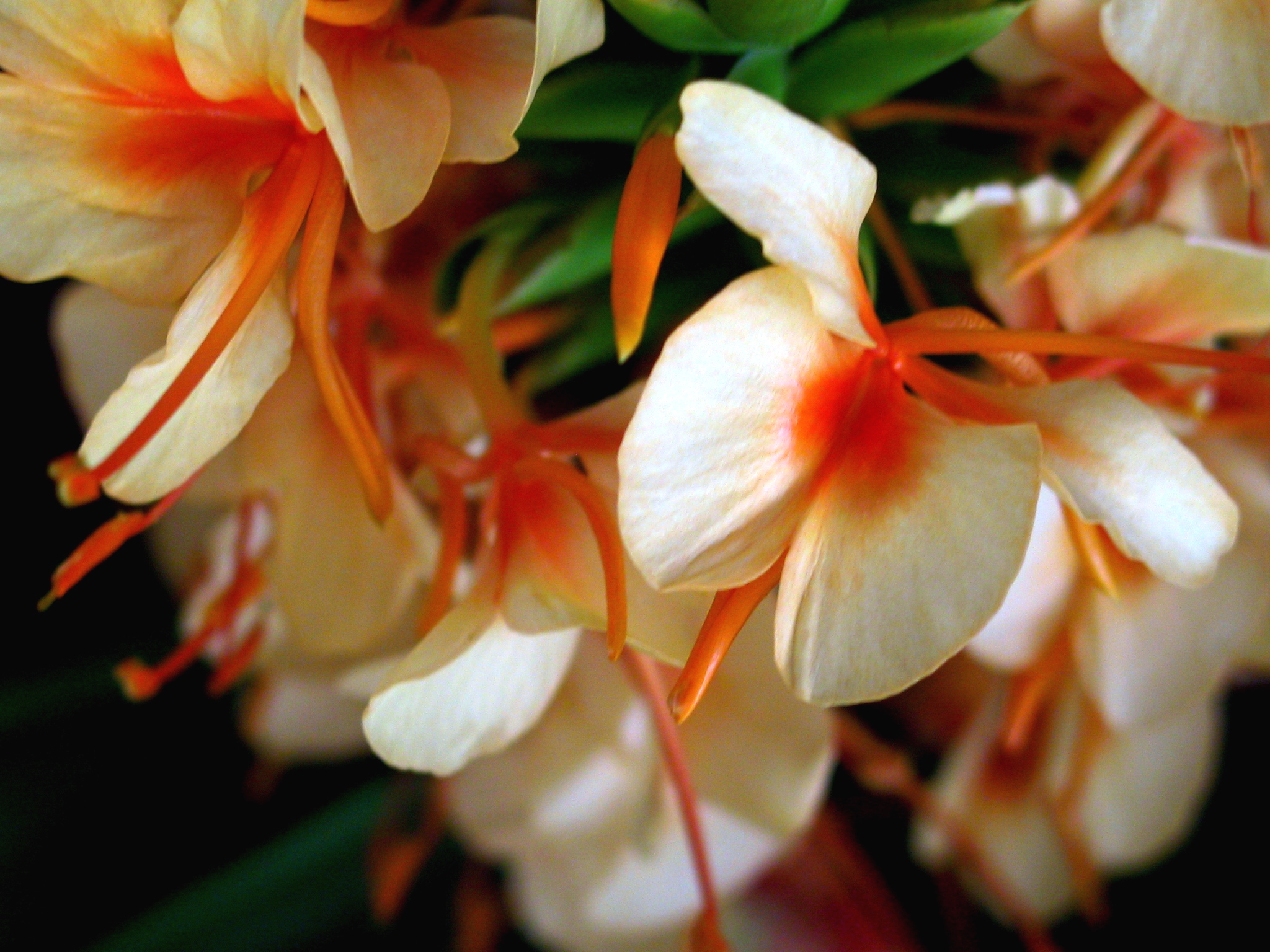
Detail květů motýlovce
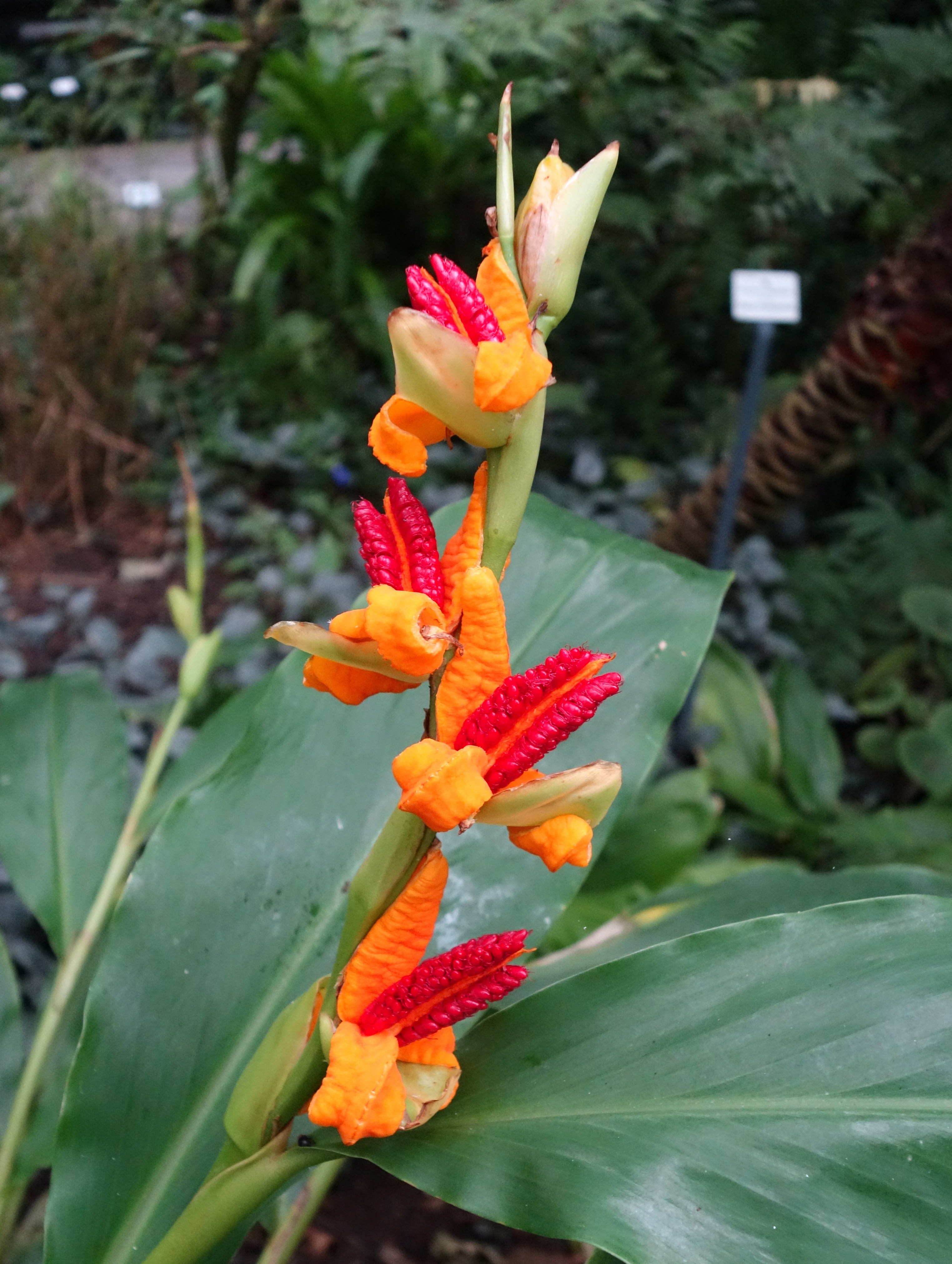
Puklé plody H. horsfieldii odhalující semena s červeným míškem

## Rozšíření
Do rodu motýlovec je řazeno asi 99 druhů. Je přirozeně rozšířen v tropické Asii a na Madagaskaru. Areál v Asii sahá od Indie po východní Čínu a přes Indočínu po jihovýchodní Asii.
Druhy z himálajského regionu rostou nejčastěji terestricky v chladných a vlhkých horských lesích až do nadmořských výšek okolo 2400 metrů, zatímco v jihovýchodní Asii převažují epifytické druhy.

## Ekologické interakce
O způsobech opylování květů je k dispozici jen málo informací. U květů motýlovce šarlatového bylo zjištěno, že je navštěvují a opylují motýli, konkrétně otakárek Papilio memnon a běláskovití motýli Dercas lycorias a Appias indra.
Semena motýlovců šíří ptáci, kteří je vyhledávají a konzumují pro dužnatý míšek. Listy se v Asii živí housenky některých denních motýlů, jmenovitě druhů Calpodes ethlius a Udaspes folus z čeledi soumračníkovití a Jamides alecto z čeledi modráskovití. V Brazílii je vyhledávají jako náhradní potravu různé druhy baboček rodu Caligo, původně se živící na místních rostlinách řádu zázvorníkotvaré (banánovníky, helikónie aj.).

## Taxonomie
Rod Hedychium je v rámci čeledi Zingiberaceae řazen do podčeledi Zingiberoideae a tribu Zingibereae. Podle výsledků fylogenetických studií je rod monofyletický. Nejblíže příbuzným rodem je Larsenianthus (4 druhy v oblasti severovýchodní Indie a Myanmaru). Mezi další příbuzné rody náleží Roscoea, Cautleya, Pommereschea a Rhynchanthus.

## Zástupci
- motýlovec Gardnerův (Hedychium gardnerianum)
- motýlovec šarlatový (Hedychium coccineum)
- motýlovec věncový (Hedychium coronarium), syn. motýlovec žlutý[9]

## Význam
Řada druhů je pro svůj atraktivní vzhled pěstována v tropech a subtropech celého světa. Často se s nimi lze setkat také ve sklenících botanických zahrad. Motýlovec věncový se vyznačuje velkými bílými květy, které jsou oblíbené zejména na Havaji jako materiál k výrobě květinových girland. Motýlovec šarlatový kvete 3x až 4x do roka nápadnými oranžovými až červenými květenstvími. Motýlovec Gardnerův má květenství žlutá. Pochází z horských oblastí a je odolný až do zóny odolnosti 7. Z dalších druhů se pěstuje zejména Hedychium cylindricum, Hedychium flavescens, Hedychium gracile a Hedychium horsfieldii. Byly vypěstovány také okrasné kultivary a hybridy. Patří mezi ně např. růžově kvetoucí 'Pink V' a bělokvětý 'Luna Moth'. V tropech se motýlovcům nejlépe daří na poněkud stinném stanovišti, kde jejich květy také zůstávají déle čerstvé.
Druhy pocházející z vyšších nadmořských výšek a jejich hybridy jsou odolnější vůči chladu.
Některé druhy se v řadě tropických oblastí staly obtížnými invazními rostlinami.
Značný invazní potenciál má zejména motýlovec Gardnerův, který je ekologicky plastický, má rychlý, agresivní růst a prospívá ve stínu i na slunci. Vytváří husté porosty v podrostu primárních a sekundárních tropických deštných lesů i v kulturních lesích, stejně jako na otevřených stanovištích, jako jsou lesní okraje a okraje cest. Vytváří velké množství semen, která jsou efektivně šířena zejména hlodavci a ptáky. Hustá spleť oddenků zabraňuje uchycení jiné vegetace. Je tak ve vlhkých oblastech tropů jedním z hlavních ohrožení přirozené biodiverzity. Podobně invazivní je i druh Hedychium flavescens, který se snadno šíří oddenky a ohrožuje původní lesy zejména na Novém Zélandu a Réunionu. Na Havaji se rozšiřuje zejména podél cest.
Motýlovec šarlatový je rovněž silně adaptabilní a kolonizuje i přirozené biotopy, jako jsou okraje vodních toků, podrost lesů a horské travnaté pláně, odkud vytlačuje původní druhy. Je obtížnou rostlinou zejména v Jižní Africe, Brazílii a na Réunionu. Zplanění bylo poprvé zaznamenáno ve 30. letech 20. století na Réunionu.
Motýlovec věncový se šíří zejména na vlhkých místech a podél vodních toků. Je obtížně vyhubitelný, protože se množí i vegetativně. Je obtížnou invazní rostlinou např. na Havaji, v Jižní Americe a Tichomoří.
Medicínský význam motýlovců nedosahuje významu jiných zástupců zázvorníkovitých rostlin, jako jsou galgány, zázvory a další. V tradiční indické medicíně (Ájurvéda, Unani) je při ošetřování různých neduhů používán zejména druh Hedychium spicatum. Skromnější využití mají i jiné druhy, včetně motýlovce věncového.

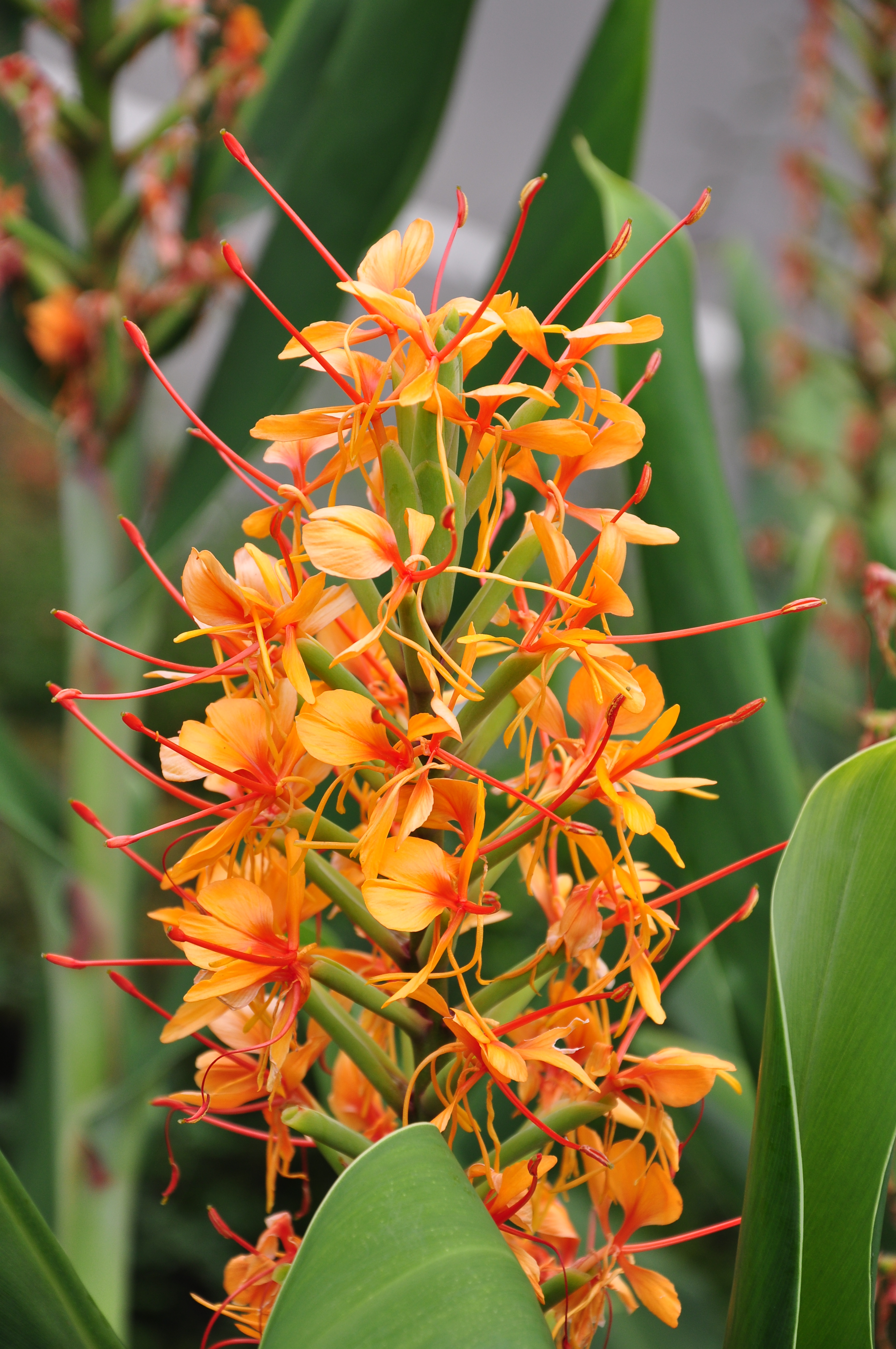
Motýlovec šarlatový v botanické zahradě v Curychu
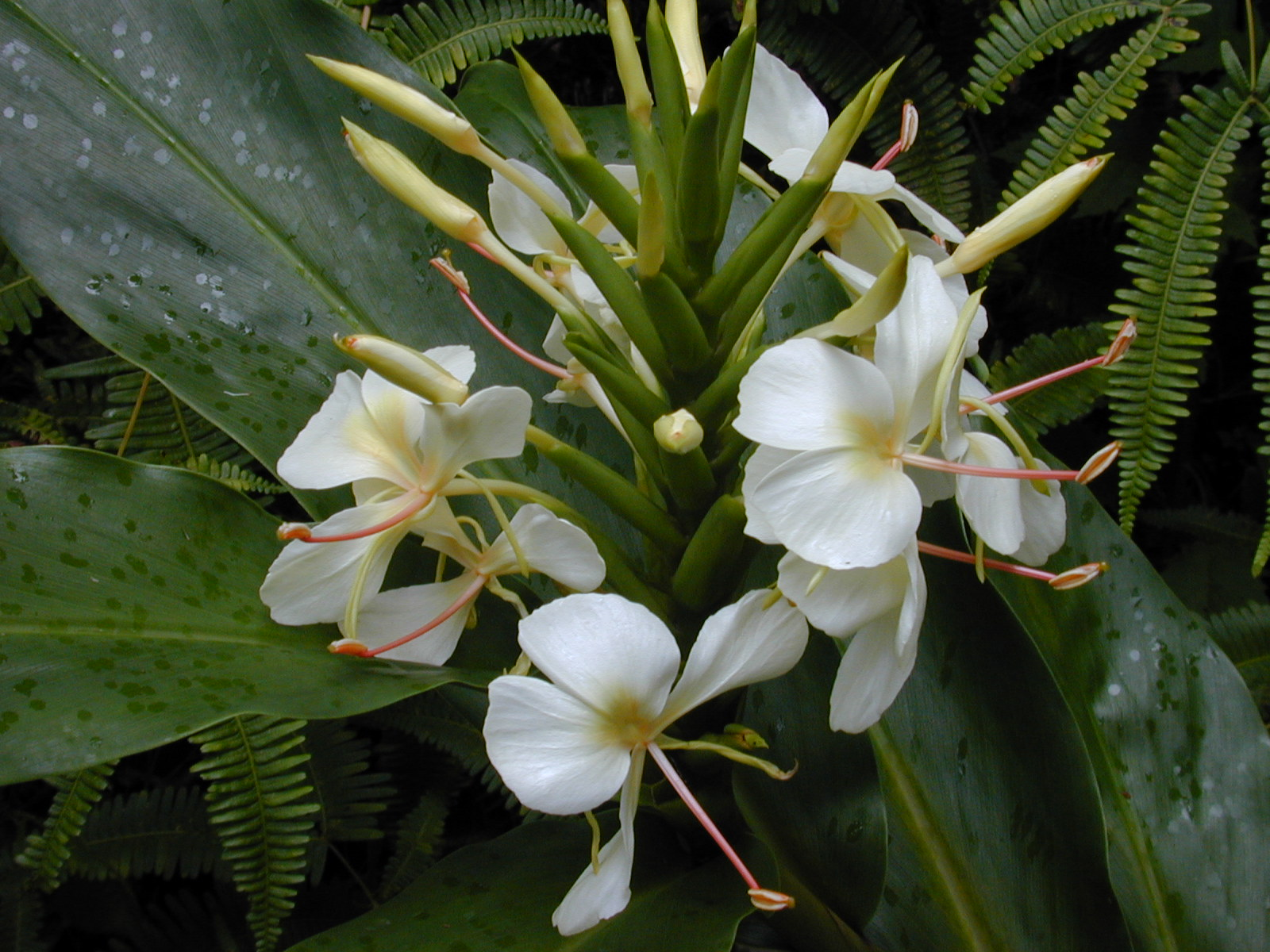
Hedychium × wilkeanum (kříženec H. coronarium × gardnerianum)
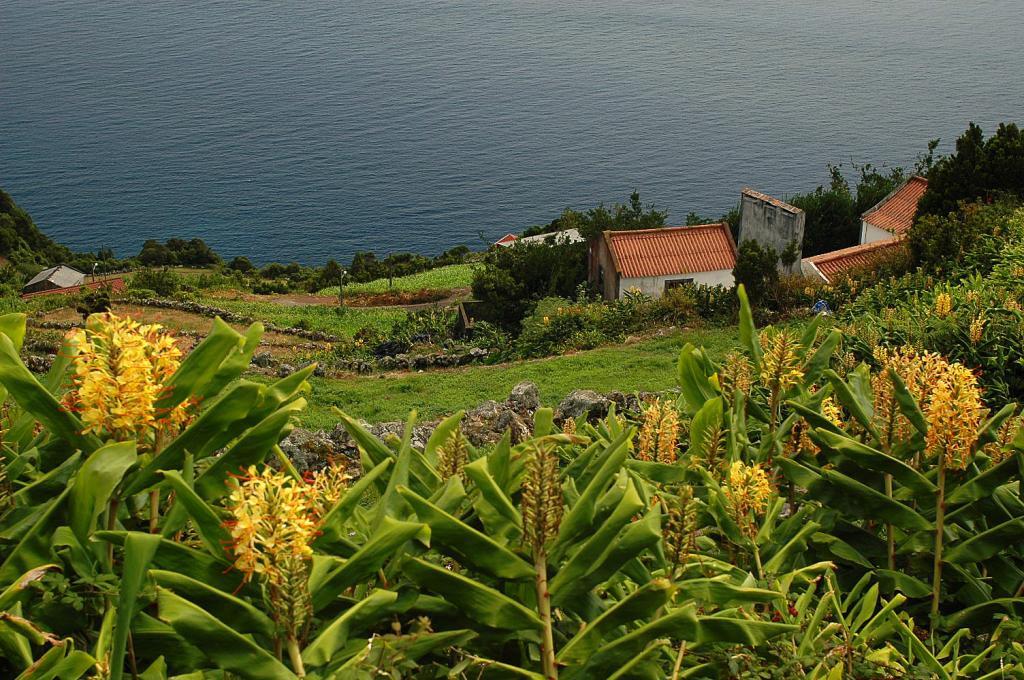
Motýlovec Gardnerův na Azorách
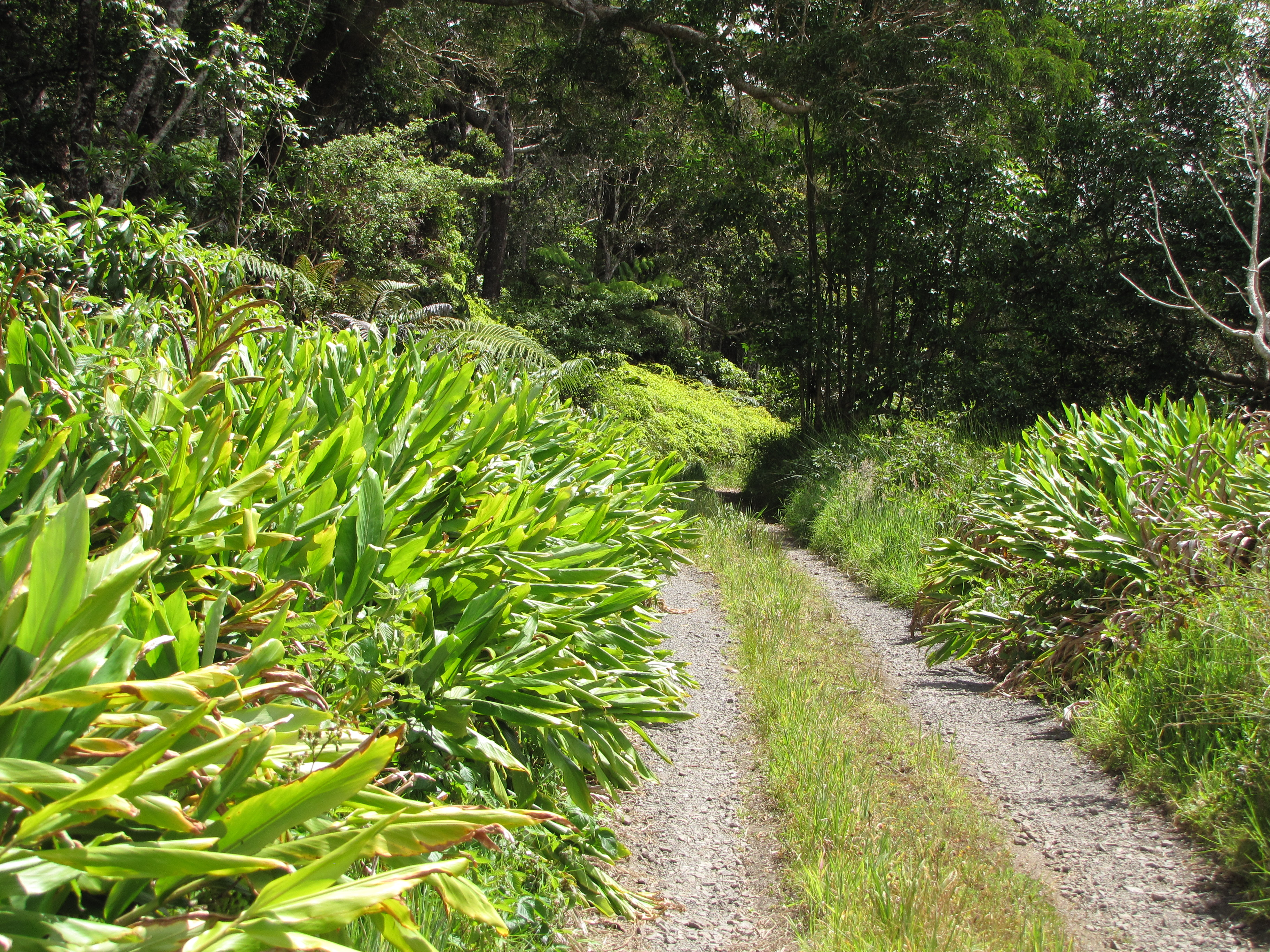
Motýlovec věncový jako invazní rostlina na Havaji